# Deutsche Gesellschaft für Reproduktionsmedizin
Die Deutsche Gesellschaft für Reproduktionsmedizin e. V. (DGRM) ist eine wissenschaftliche Fachgesellschaft, die 1958 von Josef-Peter Emmrich (Medizinische Akademie Magdeburg), Richard Fikentscher (München), Kurt Semm (München), Paul Jordan (Münster) und Harry Tillmann (Gießen) in München als Deutsche Gesellschaft zum Studium der Fertilität und Sterilität gegründet wurde.
1998 wurde die Vereinigung in Deutsche Gesellschaft für Reproduktionsmedizin umbenannt, führt den alten Namen vereinsrechtlich jedoch fort. Sitz der Gesellschaft ist München, Sitz der Geschäftsstelle Dortmund.
Die Gesellschaft vertritt die interdisziplinäre Forschung auf dem Gebiet der Fertilität und Sterilität sowie die Vermittlung der dabei erzielten Ergebnisse. Dazu werden regelmäßige Kongresse veranstaltet und die Zeitschrift Journal für Reproduktionsmedizin und Endokrinologie zusammen mit anderen Fachgesellschaften herausgegeben.
Die DGRM vereint einerseits themen-orientierte Arbeitsgemeinschaften, wie Reproduktionsgenetik, Reproduktion bei Mensch und Tier, sowie Implantation und Plazentation. Andere Arbeitsgemeinschaften sind netzwerkorientierte Zusammenschlüsse einzelner Mitgliedergruppen, wie der universitären reproduktionsmedizinischen Zentren oder der Ärztinnen in der Reproduktionsmedizin. Dabei arbeiten in der DGRM Vertreter aus Humanmedizin, Veterinärmedizin und Biologie interdisziplinär eng zusammen. Die Gesellschaft ist Mitglied des Dachverbandes Reproduktionsbiologie und -medizin e. V.